# Anthophila massaicae
Anthophila massaicae is een vlinder uit de familie glittermotten (Choreutidae). De wetenschappelijke naam van deze soort is voor het eerst geldig gepubliceerd in 2008 door Agassiz.
De vlinder heeft een spanwijdte van 11 tot 12 millimeter. Hij lijkt sterk op het brandnetelmotje (A. fabriciana), ook de rups en diens levenswijze. Als waardplant wordt Urtica massaica gebruikt, waarnaar de wetenschappelijke naam verwijst.
De soort komt voor in tropisch Afrika. Hij is waargenomen in Kenia op hoogtes groter dan 2000 meter boven zeeniveau, zowel oostelijk als westelijk van de Grote Slenk.